# 李從善
李從善（940年—987年），字子師，隴西成紀（今甘肅天水）人。
李璟第七子，是李後主之弟，南唐時，封邓王。中主李璟想迁都豫章，他随李璟前去豫章，李璟死后，他有篡位之念，向太子太保徐游索要遗诏，被徐游拒绝并告诉太子李从嘉，即后主李煜。李煜因友爱兄弟没有计较。
又封鄭王，累遷太尉、中書令。開寶四年（971年），前去朝貢宋太祖趙匡胤，宋太祖留下他不让他南归，还特意帶著他來到掛畫的殿中，見到林仁肇畫像。宋太祖说：“仁肇愿归顺我朝，先寄画像为信物。”李从善写信把这件事告诉李煜，李煜疑林仁肇有二心，用毒酒杀之。南唐亡，北宋封他为南楚國公。

## 子孙
- 李仲顗
- 李仲翊
- 李仲衍
- 李仲华
- 李仲雅
- 李仲颖
- 李仲宁
- 李仲简
- 李仲彬
- 李仲文
- 李仲猷
- 李仲玄
- 李仲义
- 李仲端